# Stenia mononalis
Stenia mononalis là một loài bướm đêm trong họ Crambidae.